# Stephan Schmidheiny
Stephan Schmidheiny (nacido como Stephan Ernest Schmidheiny, el 29 de octubre de 1947 en Balgach, Suiza) es un empresario y filántropo  suizo que ha promovido el desarrollo sostenible en América Latina a través de la fundación de varias ONG´s: FUNDES, AVINA, MarViva, VivaTrust y VIVA Idea, entre otros.  La revista Forbes estima su patrimonio neto en $3000 millones de dólares, a marzo de 2013.«Forbes, The World Billionaires» (en inglés).

## Reseña Bibliográfica

### Vida
Stephan Ernest Schmidheiny nació el 29 de octubre de 1947 en la localidad de Balgach, St. Gallen, Suiza, como miembro de la cuarta generación de la dinastía industrial más importante en Suiza y completó sus estudios en Derecho con un doctorado en la Universidad de Zúrich en 1972. 
Inició su carrera de negocios en Eternit Niederurnen que había heredado y en 1976 fue nombrado CEO del Grupo Eternit Suiza. De acuerdo con su hermano Thomas Schmidheiny, su padre Max decidió dividir su imperio industrial en dos mitades, una para Stephan y otra para Thomas.
Con el pasar del tiempo, diversificó sus inversiones y creó un conglomerado multinacional de participaciones mediante la adición de empresas en áreas como silvicultura, la banca, los bienes de consumo, la generación de energía, y el equipo electrónico y óptico. Durante este período forma muchas industrias, convirtiéndose en un renombrado arquitecto industrial. En reconocimiento de este papel, se convirtió en miembro de los consejos de administración de las empresas líderes tales como ABB Asea Brown Boveri , Nestlé , Swatch y UBS AG .

## Organizaciones filantrópicas
Stephan Schmidheiny comenzó a incursionar en el mundo filantrópico desde sus inicios profesionales en la década de los ochenta. Impulsó y creó una serie de organizaciones sin fines de lucro para fomentar el desarrollo de emprendedores y de negocios sostenibles en lo económico, social y ambiental, de alcance global e impacto regional en Latinoamérica. Asimismo, promovió el arte y contribuyó en el ámbito educacional y de la formación profesional.

### FUNDES
Creada en 1984 por Stephan Schmidheiny junto al arzobispo de Panamá, Marcos McGrath, la FUNDES es una iniciativa sin fines de lucro que tiene como objetivo promover el desarrollo sostenible del sector privado en América Latina.
Específicamente, la fundación busca fortalecer las capacidades empresariales de las micro, pequeñas y medianas empresas (MIPYME) en más de 10 países de la región, contribuyendo a su progreso sostenible y a la transformación de los sectores productivos y clima de negocios.
En la actualidad, la organización ejecuta cada año más de 100 proyectos que benefician a alrededor de 10 mil MIPYME latinoamericanas.«FUNDES, Casos de éxito». Archivado desde el original el 6 de enero de 2015. Consultado el 6 de enero de 2015.
Su sede corporativa se encuentra en Costa Rica y tiene oficinas en México, Guatemala, El Salvador, Panamá, Colombia, Venezuela, Perú, Bolivia, Chile y Argentina. Posee además proyectos en Nicaragua y Honduras, contando con capacidades técnicas y humanas para el fortalecimiento de MIPYMES en cualquier nación del continente.

### Consejo Empresarial Mundial para el Desarrollo Sostenible (WBCSD)
El Consejo Empresarial Mundial para el Desarrollo Sostenible (WBCSD) tuvo su origen en el Consejo Empresarial para el Desarrollo Sostenible (BCSD) creado por Stephan Schmidheiny en 1991, cuando el Secretario General de la Conferencia de las Naciones Unidades sobre Medio Ambiente y Desarrollo (UNCED), Maurice Strong, lo designó Consejero Principal para el Comercio y la Industria en preparación de lo que sería la Conferencia de las Naciones Unidas sobre el Medio Ambiente y Desarrollo, más conocida como la Cumbre de la Tierra, Río de Janeiro 1992
En 1995, el BCSD decidió fusionarse con la Cámara de Comercio Internacional (ICC), dando origen a lo que hoy se conoce como el Consejo Empresarial Mundial para el Desarrollo Sostenible (WBCSD), que en la actualidad funciona como un foro integrado por 200 compañías miembro, diversificadas en todas las industrias y continentes, desde donde intercambian mejores prácticas para el desarrollo sostenible.

#### Creación del término ecoeficiencia
Se atribuye a Schmidheiny, además de la creación y popularización del término Desarrollo sostenible, el término Ecoeficiencia que significa crear más productos y servicios, con una reducción en el uso de recursos tales como la producción de residuos y la contaminación.

### AVINA Stiftung
AVINA Stitftung «AVINA, Stiftung» (en inglés). es una fundación creada en 1994 en Suiza por Stephan Schmidheiny, en línea con el espíritu filantrópico inculcado por su familia y con el objeto específico de promover el desarrollo sostenible.
Desde sus inicios, AVINA Stiftung incorporó el concepto de que la filantropía optimiza el impacto social y medioambiental, al medir el retorno de la inversión (ROI).

### Fundación AVINA
Fundación AVINA  comenzó a operar en América Latina en el año 2001. La iniciativa busca construir liderazgos sociales que permitan avanzar hacia formas sostenibles de desarrollo, con un crecimiento económico continuo que ofrezca más oportunidades a una mayor cantidad de habitantes, y al mismo tiempo permita proteger el medio ambiente.
Su modelo de actuación se centra en promover cambios concretos y relevantes, generando y apoyando procesos colaborativos para mejorar la calidad de los vínculos entre emprendedores, empresas, academia, sociedad civil y gobiernos. AVINA construye condiciones favorables para que estas acciones incidan en los espacios de poder y se produzcan los cambios necesarios en la sociedad que conduzcan a una América Latina sostenible.
AVINA está presente en 21 países latinoamericanos y tiene equipos en EE. UU. y Europa para identificar actores en esas regiones que estén interesados en promover la sustentabilidad en América Latina.
Su principal financiamiento proviene de VIVA TRUST, fideicomiso creado por Stephan Schmidheiny a partir de las utilidades generadas por Grupo Nueva. También canaliza recursos de diversos inversores sociales, fundaciones, cooperación internacional y entidades multilaterales.

### VIVA Trust
VIVA TRUST es un fideicomiso irrevocable creado por Stephan Schmidheiny en 2003, constituido a partir de la donación de sus acciones de Grupo Nueva, valoradas en alrededor de mil millones de dólares. Su objetivo es asegurar la sostenibilidad de largo plazo de las organizaciones filantrópicas en América Latina. En consecuencia, una parte de los dividendos accionarios y de las ganancias de las empresas generados por Grupo Nueva son reinvertidas en los programas de FUNDES y Fundación AVINA, entre otras.«Creación del fideicomiso, VIVA Trust».
VIVA TRUST es dirigido por un Comité Asesor integrado por referentes sociales y de negocios de todo el mundo, encargándose de supervisar y guiar las operaciones empresariales y las acciones filantrópicas en América Latina.

### Fundación Latinoamérica Posible
Fundación Latinoamérica Posible «FLAP». Archivado desde el original el 6 de enero de 2015. Consultado el 6 de enero de 2015. surgió en 2008 para promover la participación creciente y responsable del sector productivo en el desarrollo sostenible de las comunidades y naciones.
Su meta es ser un canal efectivo y de alta credibilidad para la difusión de conocimientos y conceptos innovadores relacionados con el desarrollo sostenible para las empresas productivas y organizaciones sin fines de lucro en toda la región, a la vez que estimular la creación de alianzas entre ellas y sus respectivos gobiernos.
Actualmente, la Fundación mantiene alianzas estratégicas con el Consejo Empresarial Mundial para el Desarrollo Sostenible (WBCSD), World Resources Institute (WRI), INCAE Business School, y el Centro Latinoamericano para la Competitividad y el Desarrollo Sostenible.

### VIVA Idea
Uno de los proyectos a cargo de VIVA TRUST es VIVA Idea, que busca ser un punto de encuentro para las nuevas generaciones de emprendedores sociales en América Latina. Su misión es motivar, inspirar y fomentar la implementación de ideas y promover el intercambio entre emprendedores sociales que dan sus primeros pasos y aquellos más experimentados. VIVA Idea apoya una red de líderes y emprendedores comprometidos con la prosperidad, equidad y sostenibilidad.
Con sede en Costa Rica, esta organización busca transmitir a los emprendedores sociales los conocimientos necesarios para consolidar y ampliar el alcance de proyectos sociales, ambientales, institucionales y productivos.

## Reconocimientos
- Doctor honoris causa (INCAE Business School, 1993)Ref1
- Orden de la Cruz del Sur, Brasil (Ordem Nacional do Cruzeiro do Sul, Brasil, 1996)Ref2
- Doctor honoris causa'' (Yale University, New Haven, Connecticut, USA, 1996)Ref3
- Doctor honoris causa'' (Universidad Católica Andrés Bello, Caracas, Venezuela, 2001)Ref4
- Doctor honoris causa'' (Universidad de Rollins, Winter Park, Florida, EE.UU, 2001)Ref5
- Doctor emeritus (INCAE Business School, 2014) Ref6

## Polémicas

### Caso judicial sobre el amianto
Tras enfrentar en las cortes italianas un largo proceso judicial desde el 2009, el 19 de noviembre de 2014 la Corte Suprema di Cassazione, anuló la sentencia contra Stephan Schmidheiny dictada por el Tribunal de Apelación turinés de junio de 2013 sin reapertura de la causa.
Con su decisión de anular el juicio en contra de Stephan Schmidheiny, la Corte Suprema de Italia le absolvió, por haber prescrito los delitos , por lo que "Stephan Schmidheiny, de 65 años, ya no deberá pagar los 80 millones de euros estipulados en 2013 por no haber cumplido los requisitos mínimos de seguridad laboral. Su conducta provocó la muerte de 2.191 personas. Las consecuencias siguen vigentes y se cree que 2025 se producirá el mayor número de muertes a causa del amianto."

### Filantropía como estrategia de mercado
Varias opiniones consideran la posición filantrópica de Schmidheiny y otras personalidades como Bill Drayton una estrategia tanto para incorporar a los mercados a sectores marginales de la población de numerosos países como un lavado de imagen.